# Clan Pagnozzi
Il clan Pagnozzi è  un clan della camorra originario di San Giovanni a Teduccio (Napoli), ma insediato a San Martino Valle Caudina, al confine tra le province di Benevento e di Avellino. Inoltre, il clan ha una forte presenza anche nella città di Roma, dove Domenico Pagnozzi è considerato un esponente di spicco della criminalità organizzata romana.

## Storia
Il gruppo era già attivo all'inizio del XX secolo, ma con l'arrivo di Gennaro Pagnozzi negli anni sessanta si riorganizzò. 
Nel corso dei primi anni ottanta, Gennaro Pagnozzi,  inteso "o' Giaguaro", uno fra i primi a opporsi a Raffaele Cutolo allorquando quest'ultimo impose la tassa su ogni cassa di sigarette di contrabbando trattata dalla camorra, per evitare rappresaglie da parte dei cutoliani, lasciò San Giovanni a Teduccio e si trasferì a San Martino Valle Caudina, paese d'origine del padre. Mimì Pagnozzi, conosciuto a Roma come “Occhi di Ghiaccio”, figlio di Gennaro, il “Giaguaro” (morto d'infarto nel 2016 dopo un'udienza in tribunale), è di certo uno dei criminali più pericolosi della penisola.
Partito dalla provincia, in un piccolo clan, quello dei Pagnozzi, padroni incontrastati delle attività illecite in Valle Caudina, ha costruito passo dopo passo una carriera criminale di primo livello. Prima con i Casalesi e infine nella capitale. Laureato in medicina, colto, distinto, freddo e spietato, si è presto imposto come un boss; anche a Roma, dove ha soggiogato clan storici come quello dei Casamonica, la potente famiglia di zingari che nell'ordinanza cautelare viene definita succube dei Pagnozzi. Non una cosa da poco: i Casamonica sono attivi a Roma dagli anni sessanta e hanno imposto un po' ovunque la loro legge criminale. Nel 2008 Pagnozzi e i suoi avevano anche pensato, per velocizzare la “presa della capitale”, di eliminare Giuseppe Casamonica, il capo del clan. Non è stato necessario. Tuttavia per fare affari in territorio romano hanno dovuto, al fine di evitare guerre e ritorsioni, stringere accordi con altre organizzazioni criminali locali egemoni ben diverse dai Casamonica e di maggiore caratura criminale.
L'organizzazione risulterebbe molto attiva a Benevento e nelle zone della Valle Caudina e della Valle Telesina ove avrebbe rafforzato la propria presenza sin dal 1991 e avrebbe il controllo su molteplici attività criminali e il controllo del racket delle estorsioni. Secondo le indagini condotte del magistrato Federico Cafiero De Raho nel 2012 all'interno della stessa organizzazione hanno operato nelle attività estorsive anche altri soggetti legati al clan dei Casalesi.
Il traffico di sostanze stupefacenti e l'alimentazione di alcune piazze di spaccio hanno costituito certamente uno dei settori criminali di maggiore interesse per il clan Pagnozzi il quale ha fatto ricorso sistematicamente all'intimidazione e alla violenza per risolvere le vertenze insorte con i clienti ai minori livelli della catena di distribuzione del narcotico e, al contempo, del carisma camorristico di Domenico Pagnozzi per regolare i rapporti con gli altri gruppi criminali, anche di tipo mafioso, operanti nel settore del narcotraffico.  Il clan Pagnozzi risulta particolarmente attivo nella Valle Caudina e nella Valle Telesina ed è considerato, al pari degli Sparandeo di Benevento, il gruppo egemone nel territorio beneventano.
Nel 2001 Domenico Pagnozzi detto Mimì o' professore per conto di Michele Senese detto o' pazzo, boss originario di Afragola e trapiantato da decenni a Roma dove si era alleato con la Banda della Magliana, uccide a Torvajanica Giuseppe Carlino, boss della Banda della Marranella che aveva ucciso suo fratello Gennaro nel 1997. Pagnozzi riceverà in cambio un orologio d'oro e la possibilità di operare su Roma. Nel 2013 viene tratto in arresto e posto al 41 bis come conseguenza dell'ergastolo per l'omicidio Carlino. Alle 4 del mattino del 10 febbraio 2015 tra Roma e Napoli scatta l'Operazione Tulipano dei Carabinieri del Nucleo Investigativo: vengono arrestate 61 persone e confiscati beni per 10 milioni di euro e posti sotto sequestro decine di locali anche nella zona del centro. Il 18 febbraio 2020 la Cassazione conferma le condanne per i "napoletani della Tuscolana", il gruppo criminale al cui vertice c'era Pagnozzi che aveva scalzato il clan dei Casamonica nella zona sud-est della capitale fino al blitz del 2015; per Pagnozzi vengono quindi confermati i 30 anni di carcere e le accuse andavano dall'associazione mafiosa all'associazione per delinquere finalizzata al traffico illecito di sostanze stupefacenti, estorsione, usura, reati contro la persona, riciclaggio, intestazione fittizia di beni, illecita detenzione di armi, con l'aggravante del metodo mafioso.

## Personaggi di spicco
- Gennaro Pagnozzi  "Occhio di Ghiaccio" - "o' Giaguaro", (1939-2016, San Giovanni a Teduccio), ritenuto il capo del clan.
- Domenico Pagnozzi, primogenito di Gennaro, arrestato nel luglio 2013 essendo stato condannato all'ergastolo per un vecchio omicidio e condannato in via definitiva a 30 anni nel 2020.
- Paolo Pagnozzi, secondogenito di Gennaro arrestato nel 2001 dopo due anni di latitanza.
- Daniele Pagnozzi, nipote di Gennaro Pagnozzi, ricercato per evasione fiscale.
- Paolo Pagnozzi, fratello di Gennaro.
- Orazio De Paola, di San Martino Valle Caudina, ritenuto un elemento di spicco del clan e capo della fazione denominata "Bove-De Paola", è stato ucciso in un agguato nel settembre del 2020, a San Martino Valle Caudina[11].
- Fiore Clemente, ritenuto un affiliato al clan e arrestato nell'agosto 2009.
- Festa Simone, detto “o’ Barone” di Capocastello, elemento di spicco del clan, a capo, assieme al fratello Luca e a Orazio Festa, della fazione di Capocastello. Di lui si sono perse le tracce da circa vent'anni; si crede sia rimasto vittima di lupara bianca. Il suo corpo non è mai stato rinvenuto[12].